# Bulbophyllum phillipsianum
Bulbophyllum phillipsianum är en orkidéart som beskrevs av Paul J. Kores. Bulbophyllum phillipsianum ingår i släktet Bulbophyllum och familjen orkidéer.
Artens utbredningsområde är Fiji. Inga underarter finns listade i Catalogue of Life.